# يسوع: النبي الأبوكاليبسى من الألفية الجديدة
يسوع: النبي الأبوكاليبسي من الألفية الجديدة هو كتاب صدر عام 1999 من تأليف بارت إيرمان البروفسور في جامعة كارولينا الشمالية في تشابل هيل، والباحث في النقد النصي للعهد الجديد. يبحث فيه إيرمان عن هوية يسوع من خلال البحث في نصوص الأناجيل، حيث استنتج بارت إيرمان في هذا الكتاب أن يسوع كان نبياً واعظاً أبوكاليبسيّاً، أي أن الرسالة الرئيسية له هي التبشير بنهاية العالم القريب، لأنه يُبشّر دائماً في الأناجيل بقرب تدخل الرب للإطاحة بالشر وإقامة حكمه في الأرض، وأن يسوع وتلاميذه كانوا يعتقدون أن وقت هذه الأحداث والنهاية قريبة جداً وأنها ستحدث في حياتهم. أيضاً قام إيرمان في الكتاب بتحليل نصوص العهد الجديد التي تتحدث عن ميلاد يسوع في بيت لحم من عذراء واستنتج أنها لا تحقق مصداقية تاريخية.